# WTA Awards

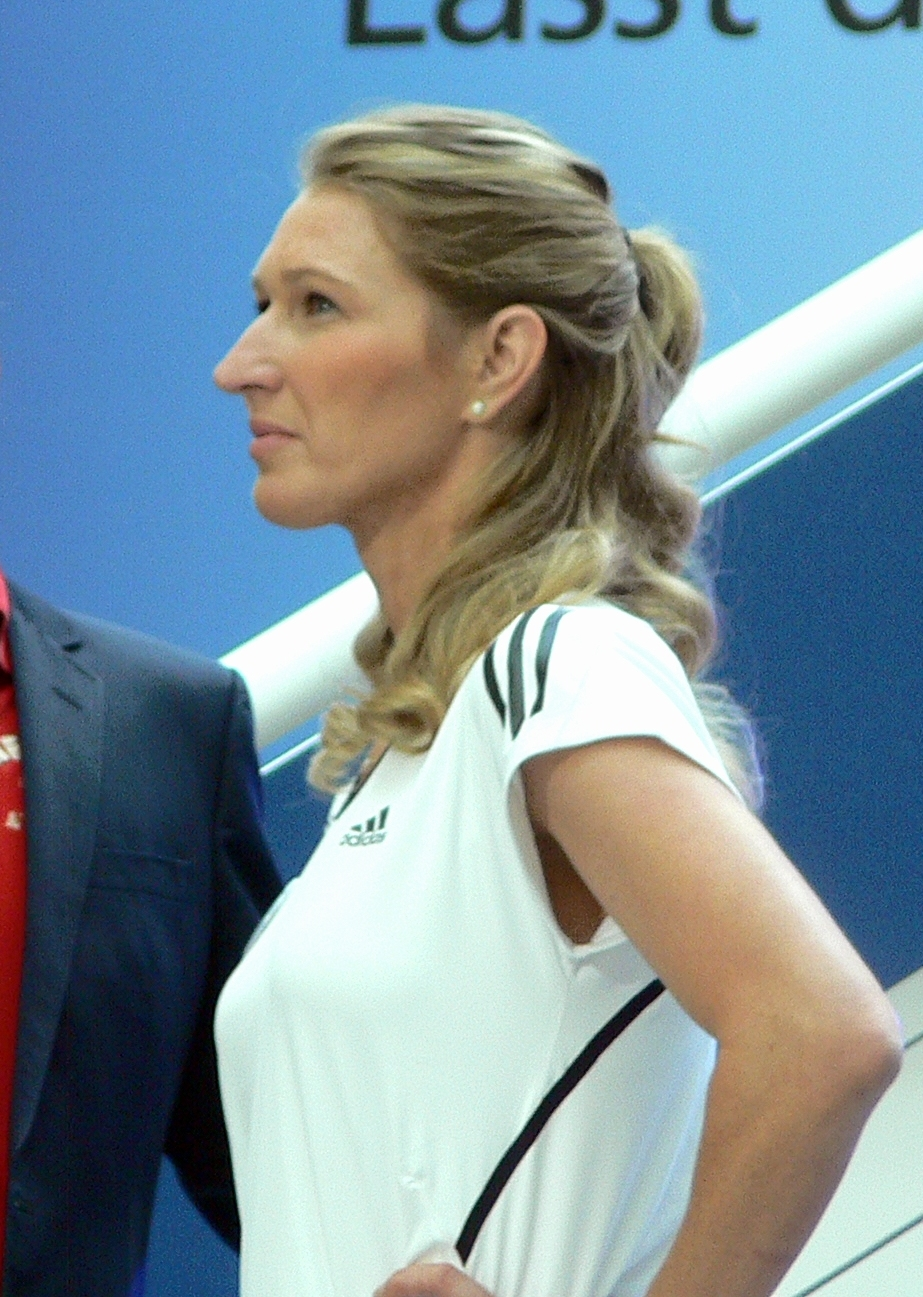
Steffi Graf, huit fois récompensée comme Joueuse de l'année entre 1987 et 1996, à un tournoi de charité.

Les WTA Awards sont différents prix de tennis, décernés par le WTA Tour pour les joueuses et tournois qui se sont particulièrement distingués au cours d'une saison.

## Joueuse et équipe de l'année
La joueuse de l'année et l'équipe de l'année sont connues à la suite d'un vote des médias.
| Année | Joueuse de l'année/Trophée Chris Evert Player of the year/Chris Evert trophy | Joueuse de l'année/Trophée Chris Evert Player of the year/Chris Evert trophy | Équipe de double de l'année Doubles team of the year | Équipe de double de l'année Doubles team of the year |
| Année | Joueuse                                                                      | Nationalité                                                                  | Équipe                                               | Nationalité                                          |
| 1977  | Virginia Wade                                                                | Royaume-Uni                                                                  | Martina Navrátilová Betty Stöve                      | Tchécoslovaquie Pays-Bas                             |
| 1978  | Martina Navrátilová                                                          | Tchécoslovaquie                                                              | Billie Jean King Martina Navrátilová                 | États-Unis Tchécoslovaquie                           |
| 1979  | Martina Navrátilová                                                          | Tchécoslovaquie                                                              | Billie Jean King Martina Navrátilová                 | États-Unis Tchécoslovaquie                           |
| 1980  | Tracy Austin                                                                 | États-Unis                                                                   | Kathy Jordan Anne Smith                              | États-Unis                                           |
| 1981  | Chris Evert Lloyd                                                            | États-Unis                                                                   | Martina Navrátilová Pam Shriver                      | États-Unis                                           |
| 1982  | Martina Navrátilová                                                          | États-Unis                                                                   | Martina Navrátilová Pam Shriver                      | États-Unis                                           |
| 1983  | Martina Navrátilová                                                          | États-Unis                                                                   | Martina Navrátilová Pam Shriver                      | États-Unis                                           |
| 1984  | Martina Navrátilová                                                          | États-Unis                                                                   | Martina Navrátilová Pam Shriver                      | États-Unis                                           |
| 1985  | Martina Navrátilová                                                          | États-Unis                                                                   | Martina Navrátilová Pam Shriver                      | États-Unis                                           |
| 1986  | Martina Navrátilová                                                          | États-Unis                                                                   | Martina Navrátilová Pam Shriver                      | États-Unis                                           |
| 1987  | Steffi Graf                                                                  | Allemagne de l'Ouest                                                         | Martina Navrátilová Pam Shriver                      | États-Unis                                           |
| 1988  | Steffi Graf                                                                  | Allemagne de l'Ouest                                                         | Martina Navrátilová Pam Shriver                      | États-Unis                                           |
| 1989  | Steffi Graf                                                                  | Allemagne de l'Ouest                                                         | Jana Novotná Helena Suková                           | Tchécoslovaquie                                      |
| 1990  | Steffi Graf                                                                  | Allemagne                                                                    | Jana Novotná Helena Suková                           | Tchécoslovaquie                                      |
| 1991  | Monica Seles                                                                 | Yougoslavie                                                                  | Gigi Fernández Jana Novotná                          | États-Unis Tchécoslovaquie                           |
| 1992  | Monica Seles                                                                 | Yougoslavie, puis RF Yougoslavie                                             | Larisa Neiland Natasha Zvereva                       | Lettonie Biélorussie                                 |
| 1993  | Steffi Graf                                                                  | Allemagne                                                                    | Gigi Fernández Natasha Zvereva                       | États-Unis Biélorussie                               |
| 1994  | Steffi Graf                                                                  | Allemagne                                                                    | Gigi Fernández Natasha Zvereva                       | États-Unis Biélorussie                               |
| 1995  | Steffi Graf                                                                  | Allemagne                                                                    | Gigi Fernández Natasha Zvereva                       | États-Unis Biélorussie                               |
| 1996  | Steffi Graf                                                                  | Allemagne                                                                    | Jana Novotná Arantxa Sánchez Vicario                 | Tchéquie Espagne                                     |
| 1997  | Martina Hingis                                                               | Suisse                                                                       | Gigi Fernández Natasha Zvereva                       | États-Unis Biélorussie                               |
| 1998  | Lindsay Davenport                                                            | États-Unis                                                                   | Martina Hingis Jana Novotná                          | Suisse Tchéquie                                      |
| 1999  | Lindsay Davenport                                                            | États-Unis                                                                   | Martina Hingis Anna Kournikova                       | Suisse Russie                                        |
| 2000  | Venus Williams                                                               | États-Unis                                                                   | Serena Williams Venus Williams                       | États-Unis                                           |
| 2001  | Jennifer Capriati                                                            | États-Unis                                                                   | Lisa Raymond Rennae Stubbs                           | États-Unis Australie                                 |
| 2002  | Serena Williams                                                              | États-Unis                                                                   | Virginia Ruano Pascual Paola Suárez                  | Espagne Argentine                                    |
| 2003  | Justine Henin                                                                | Belgique                                                                     | Virginia Ruano Pascual Paola Suárez                  | Espagne Argentine                                    |
| 2004  | Maria Sharapova                                                              | Russie                                                                       | Virginia Ruano Pascual Paola Suárez                  | Espagne Argentine                                    |
| 2005  | Kim Clijsters                                                                | Belgique                                                                     | Lisa Raymond Samantha Stosur                         | États-Unis Australie                                 |
| 2006  | Amélie Mauresmo                                                              | France                                                                       | Lisa Raymond Samantha Stosur                         | États-Unis Australie                                 |
| 2007  | Justine Henin                                                                | Belgique                                                                     | Cara Black Liezel Huber                              | Zimbabwe États-Unis                                  |
| 2008  | Serena Williams                                                              | États-Unis                                                                   | Cara Black Liezel Huber                              | Zimbabwe États-Unis                                  |
| 2009  | Serena Williams                                                              | États-Unis                                                                   | Serena Williams Venus Williams                       | États-Unis                                           |
| 2010  | Kim Clijsters                                                                | Belgique                                                                     | Flavia Pennetta Gisela Dulko                         | Italie Argentine                                     |
| 2011  | Petra Kvitová                                                                | Tchéquie                                                                     | Květa Peschke Katarina Srebotnik                     | Tchéquie Slovénie                                    |
| 2012  | Serena Williams                                                              | États-Unis                                                                   | Sara Errani Roberta Vinci                            | Italie                                               |
| 2013  | Serena Williams                                                              | États-Unis                                                                   | Sara Errani Roberta Vinci                            | Italie                                               |
| 2014  | Serena Williams                                                              | États-Unis                                                                   | Sara Errani Roberta Vinci                            | Italie                                               |
| 2015  | Serena Williams                                                              | États-Unis                                                                   | Martina Hingis Sania Mirza                           | Suisse Inde                                          |
| 2016  | Angelique Kerber                                                             | Allemagne                                                                    | Caroline Garcia Kristina Mladenovic                  | France                                               |
| 2017  | Garbiñe Muguruza                                                             | Espagne                                                                      | Chan Yung-jan Martina Hingis                         | Taipei chinois Suisse                                |
| 2018, | Simona Halep                                                                 | Roumanie                                                                     | Barbora Krejčíková Kateřina Siniaková                | Tchéquie                                             |
| 2019, | Ashleigh Barty                                                               | Australie                                                                    | Tímea Babos Kristina Mladenovic                      | Hongrie France                                       |
| 2020  | Sofia Kenin                                                                  | États-Unis                                                                   | Tímea Babos Kristina Mladenovic                      | Hongrie France                                       |
| 2021  | Ashleigh Barty                                                               | Australie                                                                    | Barbora Krejčíková Kateřina Siniaková                | Tchéquie                                             |
| 2022  | Iga Świątek                                                                  | Pologne                                                                      | Barbora Krejčíková Kateřina Siniaková                | Tchéquie                                             |
| 2023  | Iga Świątek                                                                  | Pologne                                                                      | Storm Hunter Elise Mertens                           | Australie Belgique                                   |
| 2024  | Aryna Sabalenka                                                              | Biélorussie                                                                  | Sara Errani Jasmine Paolini                          | Italie                                               |

## Joueuse ayant le plus progressé
Comme les deux récompenses précédentes, la joueuse ayant le plus progressé (Most improved player) est désignée par les médias. Les joueuses doivent avoir terminé la saison dans le top 100.
| Année | Joueuse             | Nationalité          |
| 1977  | Wendy Turnbull      | Australie            |
| 1978  | Virginia Ruzici     | Roumanie             |
| 1979  | Sylvia Hanika       | Allemagne de l'Ouest |
| 1980  | Hana Mandlíková     | Tchécoslovaquie      |
| 1981  | Barbara Potter      | États-Unis           |
| 1982  | Sabina Simmonds     | Italie               |
| 1983  | Andrea Temesvári    | Hongrie              |
| 1984  | Kathy Jordan        | États-Unis           |
| 1985  | Helena Suková       | Tchécoslovaquie      |
| 1986  | Steffi Graf         | Allemagne de l'Ouest |
| 1987  | Lori McNeil         | États-Unis           |
| 1988  | Arantxa Sánchez     | Espagne              |
| 1989  | Arantxa Sánchez     | Espagne              |
| 1990  | Monica Seles        | Yougoslavie          |
| 1991  | Gabriela Sabatini   | Argentine            |
| 1992  | Kimiko Date         | Japon                |
| 1993  | Magdalena Maleeva   | Bulgarie             |
| 1994  | Mary Pierce         | France               |
| 1995  | Chanda Rubin        | États-Unis           |
| 1996  | Martina Hingis      | Suisse               |
| 1997  | Amanda Coetzer      | Afrique du Sud       |
| 1998  | Patty Schnyder      | Suisse               |
| 1999  | Serena Williams     | États-Unis           |
| 2000  | Elena Dementieva    | Russie               |
| 2001  | Justine Henin       | Belgique             |
| 2002  | Daniela Hantuchová  | Slovaquie            |
| 2003  | Nadia Petrova       | Russie               |
| 2004  | Maria Sharapova     | Russie               |
| 2005  | Ana Ivanović        | Serbie-et-Monténégro |
| 2006  | Jelena Janković     | Serbie               |
| 2007  | Ana Ivanović        | Serbie               |
| 2008  | Dinara Safina       | Russie               |
| 2009  | Yanina Wickmayer    | Belgique             |
| 2010  | Francesca Schiavone | Italie               |
| 2011  | Petra Kvitová       | Tchéquie             |
| 2012  | Sara Errani         | Italie               |
| 2013  | Simona Halep        | Roumanie             |
| 2014  | Eugenie Bouchard    | Canada               |
| 2015  | Timea Bacsinszky    | Suisse               |
| 2016  | Johanna Konta       | Royaume-Uni          |
| 2017  | Jeļena Ostapenko    | Lettonie             |
| 2018  | Kiki Bertens        | Pays-Bas             |
| 2019  | Sofia Kenin         | États-Unis           |
| 2020  | Iga Świątek         | Pologne              |
| 2021  | Barbora Krejčíková  | Tchéquie             |
| 2022  | Beatriz Haddad Maia | Brésil               |
| 2023  | Zheng Qinwen        | Chine                |
| 2024  | Emma Navarro        | États-Unis           |

## Révélation de l'année
La révélation de l'année (Newcomer of the year) est aussi tributaire d'un vote des médias.
| Année | Joueuse                 | Nationalité      |
| 1977  | Tracy Austin            | États-Unis       |
| 1978  | Pam Shriver             | États-Unis       |
| 1979  | Kathy Jordan            | États-Unis       |
| 1980  | Andrea Jaeger           | États-Unis       |
| 1981  | Kathy Rinaldi           | États-Unis       |
| 1982  | Zina Garrison           | États-Unis       |
| 1983  | Carling Bassett         | Canada           |
| 1984  | Manuela Maleeva         | Bulgarie         |
| 1985  | Gabriela Sabatini       | Argentine        |
| 1986  | Stephanie Rehe          | États-Unis       |
| 1987  | Arantxa Sánchez Vicario | Espagne          |
| 1988  | Natasha Zvereva         | Union soviétique |
| 1989  | Conchita Martínez       | Espagne          |
| 1990  | Jennifer Capriati       | États-Unis       |
| 1991  | Andrea Strnadová        | Tchécoslovaquie  |
| 1992  | Debbie Graham           | États-Unis       |
| 1993  | Iva Majoli              | Croatie          |
| 1994  | Irina Spîrlea           | Roumanie         |
| 1995  | Martina Hingis          | Suisse           |
| 1996  | Anna Kournikova         | Russie           |
| 1997  | Venus Williams          | États-Unis       |
| 1998  | Serena Williams         | États-Unis       |
| 1999  | Kim Clijsters           | Belgique         |
| 2000  | Dája Bedáňová           | Tchéquie         |
| 2001  | Daniela Hantuchová      | Slovaquie        |
| 2002  | Svetlana Kuznetsova     | Russie           |
| 2003  | Maria Sharapova         | Russie           |
| 2004  | Tatiana Golovin         | France           |
| 2005  | Sania Mirza             | Inde             |
| 2006  | Agnieszka Radwańska     | Pologne          |
| 2007  | Ágnes Szávay            | Hongrie          |
| 2008  | Caroline Wozniacki      | Danemark         |
| 2009  | Melanie Oudin           | États-Unis       |
| 2010  | Petra Kvitová           | Tchéquie         |
| 2011  | Irina-Camelia Begu      | Roumanie         |
| 2012  | Laura Robson            | Royaume-Uni      |
| 2013  | Eugenie Bouchard        | Canada           |
| 2014  | Belinda Bencic          | Suisse           |
| 2015  | Daria Gavrilova         | Australie        |
| 2016  | Naomi Osaka             | Japon            |
| 2017  | Catherine Bellis        | États-Unis       |
| 2018  | Aryna Sabalenka         | Biélorussie      |
| 2019  | Bianca Andreescu        | Canada           |
| 2020  | Nadia Podoroska         | Argentine        |
| 2021  | Emma Raducanu           | Royaume-Uni      |
| 2022  | Zheng Qinwen            | Chine            |
| 2023  | Mirra Andreeva          | Russie           |
| 2024  | Lulu Sun                | Nouvelle-Zélande |

## Comeback de l'année
Le prix Comeback player of the year, plus récent puisque seulement décerné depuis 1987, est là aussi décerné après un vote des médias.
| Année | Joueuse              | Nationalité          |
| 1987  | Bettina Bunge        | Allemagne de l'Ouest |
| 1988  | Pascale Paradis      | France               |
| 1989  | Kathy Rinaldi        | États-Unis           |
| 1990  | Elizabeth Smylie     | Australie            |
| 1991  | Stephanie Rehe       | États-Unis           |
| 1992  | Jenny Byrne          | Australie            |
| 1993  | Elizabeth Smylie     | Australie            |
| 1994  | Meredith McGrath     | États-Unis           |
| 1995  | Monica Seles         | États-Unis           |
| 1996  | Jennifer Capriati    | États-Unis           |
| 1997  | Mary Pierce          | France               |
| 1998  | Monica Seles         | États-Unis           |
| 1999  | Sabine Appelmans     | Belgique             |
| 2000  | Iva Majoli           | Croatie              |
| 2001  | Barbara Schwartz     | Autriche             |
| 2002  | Corina Morariu       | États-Unis           |
| 2003  | Amélie Mauresmo      | France               |
| 2004  | Serena Williams      | États-Unis           |
| 2005  | Kim Clijsters        | Belgique             |
| 2006  | Martina Hingis       | Suisse               |
| 2007  | Lindsay Davenport    | États-Unis           |
| 2008  | Zheng Jie            | Chine                |
| 2009  | Kim Clijsters        | Belgique             |
| 2010  | Justine Henin        | Belgique             |
| 2011  | Sabine Lisicki       | Allemagne            |
| 2012  | Yaroslava Shvedova   | Kazakhstan           |
| 2013  | Alisa Kleybanova     | Russie               |
| 2014  | Mirjana Lučić        | Croatie              |
| 2015  | Venus Williams       | États-Unis           |
| 2016  | Dominika Cibulková   | Slovaquie            |
| 2017  | Sloane Stephens      | États-Unis           |
| 2018  | Serena Williams      | États-Unis           |
| 2019  | Belinda Bencic       | Suisse               |
| 2020  | Victoria Azarenka    | Biélorussie          |
| 2021  | Carla Suárez Navarro | Espagne              |
| 2022  | Tatjana Maria        | Allemagne            |
| 2023  | Elina Svitolina      | Ukraine              |
| 2024  | Paula Badosa         | Espagne              |

## Entraîneur de l'année
Le prix du meilleur entraîneur (Coach of the year) récompense le coach ayant fait le plus progressé sa joueuse mais aussi étant devenu ambassadeur du tennis et du coaching. Il est le résultat d'un vote du comité de la WTA sur le coaching.
| Année | Entraîneur          | Joueuse entraînée |
| 2018  | Sascha Bajin        | Naomi Osaka       |
| 2019  | Craig Tyzzer        | Ashleigh Barty    |
| 2020  | Piotr Sierzputowski | Iga Świątek       |
| 2021  | Conchita Martínez   | Garbiñe Muguruza  |
| 2022  | David Witt          | Jessica Pegula    |
| 2023  | Tomasz Wiktorowski  | Iga Świątek       |
| 2024  | Renzo Furlan        | Jasmine Paolini   |

## Karen Krantzcke Sportsmanship Award
Le Karen Krantzcke Sportsmanship Award, nommé ainsi en hommage à une joueuse australienne morte d'un crise cardiaque en faisant du jogging, récompense la joueuse ayant fait le plus preuve de sportivité au cours de l'année. Il est le résultat d'un vote des joueuses.
| Année | Joueuse              | Nationalité      |
| 1978  | Evonne Goolagong     | Australie        |
| 1979  | Chris Evert          | États-Unis       |
| 1980  | Evonne Goolagong     | Australie        |
| 1981  | Diane Desfor         | États-Unis       |
| 1982  | Nancy Yeargin        | États-Unis       |
| 1983  | Sharon Walsh-Pete    | États-Unis       |
| 1984  | Marcella Mesker      | Pays-Bas         |
| 1985  | Peanut Louie-Harper  | États-Unis       |
| 1986  | Peanut Louie-Harper  | États-Unis       |
| 1987  | Anne Minter          | Australie        |
| 1988  | Svetlana Parkhomenko | Union soviétique |
| 1989  | Gretchen Magers      | États-Unis       |
| 1990  | Mercedes Paz         | Argentine        |
| 1991  | Judith Wiesner       | Autriche         |
| 1992  | Jill Hetherington    | Canada           |
| 1993  | Nicole Arendt        | États-Unis       |
| 1994  | Kimberly Po          | États-Unis       |
| 1995  | Amanda Coetzer       | Afrique du Sud   |
| 1996  | Yayuk Basuki         | Indonésie        |
| 1997  | Amanda Coetzer       | Afrique du Sud   |
| 1998  | Yayuk Basuki         | Indonésie        |
| 1999  | Ai Sugiyama          | Japon            |
| 2000  | Kim Clijsters        | Belgique         |
| 2001  | Kim Clijsters        | Belgique         |
| 2002  | Kim Clijsters        | Belgique         |
| 2003  | Kim Clijsters        | Belgique         |
| 2004  | Lindsay Davenport    | États-Unis       |
| 2005  | Kim Clijsters        | Belgique         |
| 2006  | Kim Clijsters        | Belgique         |
| 2007  | Ana Ivanović         | Serbie           |
| 2008  | Elena Dementieva     | Russie           |
| 2009  | Kim Clijsters        | Belgique         |
| 2010  | Elena Dementieva     | Russie           |
| 2011  | Petra Kvitová        | Tchéquie         |
| 2012  | Kim Clijsters        | Belgique         |
| 2013  | Non décerné          | Non décerné      |
| 2014  | Petra Kvitová        | Tchéquie         |
| 2015  | Petra Kvitová        | Tchéquie         |
| 2016  | Petra Kvitová        | Tchéquie         |
| 2017  | Petra Kvitová        | Tchéquie         |
| 2018  | Petra Kvitová        | Tchéquie         |
| 2019  | Petra Kvitová        | Tchéquie         |
| 2020  | Marie Bouzková       | Tchéquie         |
| 2021  | Carla Suárez Navarro | Espagne          |
| 2022  | Ons Jabeur           | Tunisie          |
| 2023  | Ons Jabeur           | Tunisie          |
| 2024  | Ons Jabeur           | Tunisie          |

## Peachy Kellmeyer Player Service Award
Le Peachy Kellmeyer Player Service Award est décerné après un vote des joueuses depuis 1977. Il récompense depuis 1980 la joueuse qui s'est le plus impliquée auprès des autres et qui a pris des initiatives au nom de la WTA.
| Année | Joueuse               | Nationalité          |
| 1977  | Jim Bainbridge        | États-Unis           |
| 1978  | Trish Faulkner        | États-Unis           |
| 1979  | Edy McGoldrick        | États-Unis           |
| 1980  | Diane Desfor          | États-Unis           |
| 1981  | Barbara Jordan        | États-Unis           |
| 1982  | Diane Desfor          | États-Unis           |
| 1983  | Lele Forood           | États-Unis           |
| 1984  | Kim Jones             | États-Unis           |
| 1985  | Chris Evert           | États-Unis           |
| 1986  | Marcella Mesker       | Pays-Bas             |
| 1987  | Chris Evert           | États-Unis           |
| 1988  | Kim Jones             | États-Unis           |
| 1989  | Mercedes Paz          | Argentine            |
| 1990  | Wendy Turnbull        | Australie            |
| 1991  | Kathy Jordan          | États-Unis           |
| 1992  | Elise Burgin          | États-Unis           |
| 1993  | Pam Shriver           | États-Unis           |
| 1994  | Marianne Werdel       | États-Unis           |
| 1995  | Marianne Werdel       | États-Unis           |
| 1996  | Katrina Adams         | États-Unis           |
| 1997  | Katrina Adams         | États-Unis           |
| 1998  | Joannette Kruger      | Afrique du Sud       |
| 1999  | Nicole Pratt          | Australie            |
| 2000  | Nicole Pratt          | Australie            |
| 2001  | Nicole Pratt          | Australie            |
| 2002  | Non décerné           | Non décerné          |
| 2003  | Kim Clijsters         | Belgique             |
| 2004  | Nicole Pratt          | Australie            |
| 2005  | Liezel Huber          | États-Unis           |
| 2006  | Kim Clijsters         | Belgique             |
| 2007  | Liezel Huber          | États-Unis           |
| 2008  | Liezel Huber          | États-Unis           |
| 2009  | Liezel Huber          | États-Unis           |
| 2010  | Kim Clijsters         | Belgique             |
| 2011  | Francesca Schiavone   | Italie               |
| 2012  | Venus Williams        | États-Unis           |
| 2013  | Non décerné           | Non décerné          |
| 2014  | Lucie Šafářová        | Tchéquie             |
| 2015  | Lucie Šafářová        | Tchéquie             |
| 2016  | Lucie Šafářová        | Tchéquie             |
| 2017  | Lucie Šafářová        | Tchéquie             |
| 2018  | Bethanie Mattek-Sands | États-Unis           |
| 2019  | Gabriela Dabrowski    | Canada               |
| 2020  | WTA Players’ Council  | WTA Players’ Council |
| 2021  | Kristie Ahn           | États-Unis           |
| 2022  | Gabriela Dabrowski    | Canada               |
| 2023  | Ons Jabeur            | Tunisie              |
| 2024  | Ons Jabeur            | Tunisie              |

## Diamond Aces
Le Diamond Aces Award, choisi par les équipes de la WTA et des tournois WTA, récompense la joueuse qui a constamment fait de son mieux pour promouvoir le tennis féminin auprès des fans, des médias et d'organisations locales, sur et en dehors des courts. Ce prix est décerné depuis 1995.
| Année     | Joueuse                 | Nationalité    |
| 1995      | Arantxa Sánchez Vicario | Espagne        |
| 1996      | Gabriela Sabatini       | Argentine      |
| 1997      | Amanda Coetzer          | Afrique du Sud |
| 1998      | Lindsay Davenport       | États-Unis     |
| 1999      | Lindsay Davenport       | États-Unis     |
| 2000      | Martina Hingis          | Suisse         |
| 2001      | Martina Hingis          | Suisse         |
| 2003 2002 | Non décerné             | Non décerné    |
| 2004      | Anastasia Myskina       | Russie         |
| 2005      | Anastasia Myskina       | Russie         |
| 2006      | Svetlana Kuznetsova     | Russie         |
| 2007      | Jelena Janković         | Serbie         |
| 2008      | Ana Ivanović            | Serbie         |
| 2009      | Elena Dementieva        | Russie         |
| 2010      | Samantha Stosur         | Australie      |
| 2011      | Caroline Wozniacki      | Danemark       |
| 2012      | Victoria Azarenka       | Biélorussie    |
| 2013      | Victoria Azarenka       | Biélorussie    |
| 2014      | Petra Kvitová           | Tchéquie       |
| 2015      | Caroline Wozniacki      | Danemark       |
| 2016      | Simona Halep            | Roumanie       |
| 2017      | Angelique Kerber        | Allemagne      |
| 2018      | Elina Svitolina         | Ukraine        |
| 2019      | Kiki Bertens            | Pays-Bas       |
| 2022      | María Sákkari           | Grèce          |
| 2023      | Jessica Pegula          | États-Unis     |
| 2024      | Aryna Sabalenka         | Biélorussie    |

## Joueuse et équipe préférée des fans
Depuis 2009, tout le monde peut voter pour sa joueuse et son équipe préférée sur le site de la WTA.
| Année | Joueuse préférée des fans Fan favorite singles player of the year | Joueuse préférée des fans Fan favorite singles player of the year | Équipe de double préférée des fans Fan favorite doubles team of the year | Équipe de double préférée des fans Fan favorite doubles team of the year |
| Année | Joueuse                                                           | Nationalité                                                       | Équipe                                                                   | Nationalité                                                              |
| 2009  | Elena Dementieva                                                  | Russie                                                            | Serena Williams Venus Williams                                           | États-Unis                                                               |
| 2010  | Maria Sharapova                                                   | Russie                                                            | Serena Williams Venus Williams                                           | États-Unis                                                               |
| 2011  | Agnieszka Radwańska                                               | Pologne                                                           | Victoria Azarenka Maria Kirilenko                                        | Biélorussie Russie                                                       |
| 2012  | Agnieszka Radwańska                                               | Pologne                                                           | Serena Williams Venus Williams                                           | États-Unis                                                               |
| 2013  | Agnieszka Radwańska                                               | Pologne                                                           | Ekaterina Makarova Elena Vesnina                                         | Russie                                                                   |
| 2014  | Agnieszka Radwańska                                               | Pologne                                                           | Sara Errani Roberta Vinci                                                | Italie                                                                   |
| 2015  | Agnieszka Radwańska                                               | Pologne                                                           | Sania Mirza Martina Hingis                                               | Inde Suisse                                                              |
| 2016  | Agnieszka Radwańska                                               | Pologne                                                           | Caroline Garcia Kristina Mladenovic                                      | France                                                                   |
| 2017  | Simona Halep                                                      | Roumanie                                                          | Chan Yung-jan Martina Hingis                                             | Taipei chinois Suisse                                                    |
| 2018  | Simona Halep                                                      | Roumanie                                                          | "Non connue"                                                             | "Non connue"                                                             |
| 2019  | Simona Halep                                                      | Roumanie                                                          | "Non connue"                                                             | "Non connue"                                                             |
| 2020  | Iga Świątek                                                       | Pologne                                                           | "Non connue"                                                             | "Non connue"                                                             |

## Meilleurs tournois de l'année
Cette récompense est attribuée à la suite d'un vote auquel seules les joueuses de tennis participent.
| Année | WTA 1000 - WTA 500 WTA Premier Mandatory, Premier5 - WTA Premier avant 2021 Tier I -Tier II avant 2009          | WTA 1000 - WTA 500 WTA Premier Mandatory, Premier5 - WTA Premier avant 2021 Tier I -Tier II avant 2009 | WTA 250 WTA International avant 2021 Tier III/IV/V avant 2009 | WTA 250 WTA International avant 2021 Tier III/IV/V avant 2009 | WTA 125          | WTA 125      |
| Année | Nom de l'édition                                                                                                | Lieu                                                                                                   | Nom de l'édition                                              | Lieu                                                          | Nom de l'édition | Lieu         |
| 1995  | The Lipton Championships                                                                                        | Miami                                                                                                  | Challenge Bell                                                | Québec                                                        |                  |              |
| 1996  | Toshiba Tennis Classic                                                                                          | San Diego                                                                                              | Challenge Bell                                                | Québec                                                        |                  |              |
| 1997  | State Farm Evert Cup                                                                                            | Indian Wells                                                                                           | Challenge Bell                                                | Québec                                                        |                  |              |
| 1998  | du Maurier Open                                                                                                 | Montréal                                                                                               | Challenge Bell                                                | Québec                                                        |                  |              |
| 1999  | du Maurier Open                                                                                                 | Toronto                                                                                                | Challenge Bell                                                | Québec                                                        |                  |              |
| 2000  | du Maurier Open                                                                                                 | Montréal                                                                                               | Challenge Bell                                                | Québec                                                        |                  |              |
| 2001  | Dubai Duty Free Women’s Open                                                                                    | Dubaï                                                                                                  | Abierto Mexicano Pegaso                                       | Acapulco                                                      |                  |              |
| 2002  | Dubai Duty Free Women’s Open                                                                                    | Dubaï                                                                                                  | Abierto Mexicano Pegaso                                       | Acapulco                                                      |                  |              |
| 2003  | Ladies Kremlin Cup                                                                                              | Moscou                                                                                                 | Uncle Tobys Hardcourts                                        | Gold Coast                                                    |                  |              |
| 2004  | NASDAQ-100 Open                                                                                                 | Miami                                                                                                  | Challenge Bell Abierto Mexicano MoviStar                      | Québec Acapulco                                               |                  |              |
| 2006  | Pacific Life Open                                                                                               | Indian Wells                                                                                           | Abierto Mexicano HSBC                                         | Acapulco                                                      |                  |              |
| 2005  | Pacific Life Open                                                                                               | Indian Wells                                                                                           | Challenge Bell                                                | Québec                                                        |                  |              |
| 2007  | Porsche Tennis Grand Prix                                                                                       | Stuttgart                                                                                              | Commonwealth Bank Tennis Classic                              | Bali                                                          |                  |              |
| 2008  | Porsche Tennis Grand Prix                                                                                       | Stuttgart                                                                                              | Commonwealth Bank Tennis Classic                              | Bali                                                          |                  |              |
| 2009  | BNP Paribas Open                                                                                                | Indian Wells                                                                                           | Abierto Mexicano Telcel HSBC                                  | Acapulco                                                      |                  |              |
| 2010  | Porsche Tennis Grand Prix                                                                                       | Stuttgart                                                                                              | PTT Women's Open                                              | Pattaya                                                       |                  |              |
| 2011  | Porsche Tennis Grand Prix                                                                                       | Stuttgart                                                                                              | Abierto Mexicano Telcel HSBC                                  | Acapulco                                                      |                  |              |
| 2012  | Porsche Tennis Grand Prix                                                                                       | Stuttgart                                                                                              | Sony Swedish Open                                             | Båstad                                                        |                  |              |
| 2013  | BNP Paribas Open                                                                                                | Indian Wells                                                                                           | Abierto Mexicano Telcel HSBC                                  | Acapulco                                                      |                  |              |
| 2014  | Porsche Tennis Grand Prix                                                                                       | Stuttgart                                                                                              |                                                               |                                                               |                  |              |
| 2015  | BNP Paribas Open, Dubai Duty Free Women’s Open, Porsche Tennis Grand Prix                                       | Indian Wells, Dubaï, Stuttgart                                                                         | Abierto Mexicano Telcel HSBC, Sony Swedish Open, ASB Classic  | Acapulco, Båstad, Auckland                                    |                  |              |
| 2016  | BNP Paribas Open, Internazionali BNL d'Italia, Porsche Tennis Grand Prix                                        | Indian Wells, Rome, Stuttgart                                                                          | Abierto Mexicano Telcel HSBC, Sony Swedish Open, ASB Classic  | Acapulco, Båstad, Auckland                                    |                  |              |
| 2017  | BNP Paribas Open, Internazionali BNL d'Italia, Porsche Tennis Grand Prix                                        | Indian Wells, Rome, Stuttgart                                                                          | Abierto Mexicano Telcel HSBC                                  | Acapulco                                                      |                  |              |
| 2018  | BNP Paribas Open, Internazionali BNL d'Italia, St. Petersburg Ladies Trophy                                     | Indian Wells, Rome, Saint-Pétersbourg                                                                  | Prudential Hong Kong Tennis Open                              | Hong Kong                                                     |                  |              |
| 2019  | BNP Paribas Open, Dubai Duty Free Tennis Championships, Porsche Tennis Grand Prix, St. Petersburg Ladies Trophy | Indian Wells, Dubaï, Stuttgart, Saint-Pétersbourg                                                      | Abierto Mexicano TELCEL por HSBC, ASB Classic                 | Acapulco, Auckland                                            |                  |              |
| 2020  | Non décernés | Non décernés                                                                                           | Non décernés                                                  | Non décernés                                                  | Non décernés     | Non décernés |
| 2021  | BNP Paribas Open, St. Petersburg Ladies Trophy                                                                  | Indian Wells, Saint-Pétersbourg                                                                        | Phillip Island Trophy, Tenerife Ladies Open                   | Melbourne, Tenerife                                           |                  |              |
| 2022, | BNP Paribas Open, Credit One Charleston Open                                                                    | Indian Wells, Charleston                                                                               | Transylvania Open by Verdino                                  | Cluj-Napoca                                                   | Nordea Open      | Båstad       |
| 2023, | BNP Paribas Open, Credit One Charleston Open                                                                    | Indian Wells, Charleston                                                                               | Transylvania Open                                             | Cluj-Napoca                                                   | Nordea Open      | Båstad       |
| 2024  | BNP Paribas Open, Credit One Charleston Open                                                                    | Indian Wells, Charleston                                                                               | Hong Kong Tennis Open                                         | Hong Kong                                                     |                  |              |